# جيف كوكس (لاعب كرة قاعدة)
جيف كوكس (بالإنجليزية: Jeff Cox)‏ هو لاعب كرة قاعدة أمريكي، ولد في 9 نوفمبر 1955 في لوس أنجلوس في الولايات المتحدة.

## وصلات خارجية
- جيف كوكس على موقعبيزبول رفرنس.كوم (الدوري الرئيسي) (الإنجليزية)
- جيف كوكس على موقعبيزبول رفرنس.كوم (الدوري الثانوي) (الإنجليزية)